# Frankford (Philadelphia)
Frankford ist ein Stadtteil der US-amerikanischen Millionenstadt Philadelphia. Er liegt rund zehn Kilometer nordöstlich des Stadtzentrums. Seine Postleitzahl ist 19124.
Seine Grenzen sind der Delaware River und sein Nebenfluss, der Frankford Creek, der Roosevelt Boulevard und die Cheltenham Avenue. Angrenzende Stadtteile sind Bridesburg, Port Richmond, Juniata, Oxford Circle, und Wissinoming.

## Geschichte

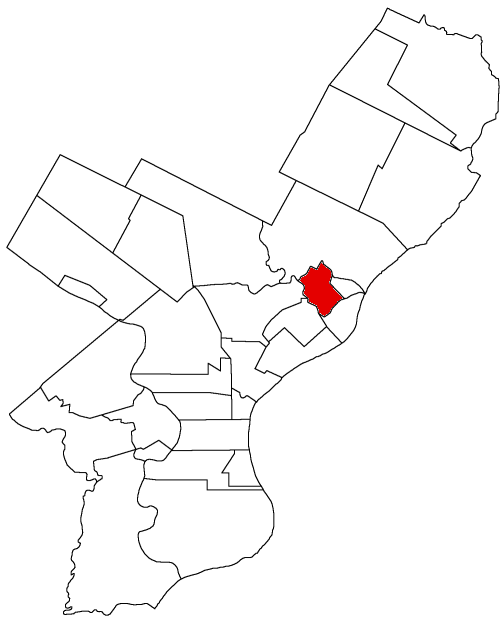
Karte des Philadelphia County und dem Frankford Borough vor der Eingemeindung 1854

Frankford wurde in der zweiten Hälfte des 17. Jahrhunderts von deutschen Auswanderern gegründet. Der Name des Dorfes wurde vermutlich von der Franckfort Company übernommen, die das Gelände am heutigen Frankford (damals: Tacony) Creek erschloss. Der Ort wurde zu einem frühen Vorort von Philadelphia. William Penn ließ eine Landstraße von Philadelphia nach New York City anlegen, die durch Frankford verlief. Die Straße wurde als Frankford Pike, später als Frankford Avenue bekannt und entwickelte sich zur Hauptstraße des Ortes.
Der am 2. März 1800 gegründete Frankford Borough wurde am 4. April 1831 räumlich erweitert und 1854 in die Stadt Philadelphia eingemeindet.

## Hochbahn
1922 wurde die Hochbahn Frankford Elevated eröffnet, die den Stadtteil seitdem mit der Innenstadt verbindet. Sie verläuft entlang der Frankford Avenue und endet am Frankford Transportation Center, dem großen Verkehrsknoten des Stadtteils. Hier kann auf zahlreiche Omnibus- und Trolleybuslinien umgestiegen werden. Die Station kann von den meisten Bewohnern des Stadtteils zu Fuß erreicht werden.

## Frankford Avenue
Die Frankford Avenue gehörte einst zu den wichtigsten Einkaufsstraßen im Norden Philadelphias. Während der 80er und 90er Jahre geriet der dortige Einzelhandel, wie in vielen Stadtteilzentren in eine schwere Krise (commercial blight). Pläne zur Revitalisierung werden zurzeit diskutiert. Obwohl noch zahlreiche Ladenlokale leer stehen, eröffneten in den letzten Jahren einige neue Geschäfte. Manche Händler hoffen, dass die Aufwertungsprozesse (Gentrifizierung) südlich benachbarter Stadtteile wie Fishtown oder Kensington auch Frankford erreichen. Andere befürchten, dass die aktuellen Maßnahmen nicht ausreichen, da vor allem die Blocks östlich der Hochbahn immer noch von Kriminalität und Drogenhandel betroffen sind.

## Northwood
Der westliche Teil Frankfords, in der Umgebung der Oxford Avenue, trägt den Namen Northwood. Die Bebauung besteht hier, im Gegensatz zum übrigen Frankford, überwiegend aus Einfamilienhäusern, und die Bevölkerung gehört hier eher der Mittelklasse an.

## Dies und Das
- Frankford ist Standort des Friends Hospital, der ersten privaten psychiatrischen Klinik der USA
- Eine der ersten katholischen Kirchen Philadelphias, die St. Joachimskirche wurde hier 1845 erbaut.
- Frankford war die Heimat der Frankford Yellow Jackets, einer ehemaligen Mannschaft der National Football League (NFL-Meister 1926).
- Das Frankford Arsenal, ein Munitionsdepot der US-Armee, hatte von 1816 bis zur Schließung 1977 seinen Sitz am Frankford Creek.